# ダグ・フルーティ
ダグ・フルーティ（Douglas Richard Flutie、1962年10月23日 - ）は、メリーランド州・マンチェスター出身のアメリカンフットボールの元選手である。クォーターバックとして、USFL、NFL、CFLで21年間プレーした。3つのリーグを渡り歩く苦労人で、小さな体ながら抜群の運動神経で縦横無尽に動き回りパスを通すプレースタイルで人気を博した。
弟のダレン・フルーティもNFL・CFL選手であった。

## プロ入り前
フルーティは、ボストンカレッジでカレッジフットボールをプレーし、1984年にハイズマン賞を受賞した。マイアミ大学戦で試合終了間際に投じた逆転パスは「ヘイル・フルーティ」と呼ばれ、カレッジフットボール史上に残る印象的なシーンとして知られている。

## USFL・NFL
1985年のNFLドラフトでロサンゼルス・ラムズからハイズマン賞受賞者としては最低順位となる11巡目全体285番目の指名を受けたが、ドラフト前に契約していたUSFLのニュージャージー・ジェネラルズ（ドナルド・トランプがオーナー）に入団した。USFLで1シーズンプレーしたが、2年目となる1986年シーズンを前にリーグが倒産したため、シカゴ・ベアーズと契約してNFL入りした。ベアーズで2シーズンプレーした後、ニューイングランド・ペイトリオッツに移籍した。いずれのチームでも先発クォーターバックに起用され、4シーズンで22試合出場したが、インターセプト数がタッチダウン数を上回る低成績で先発に定着することはできなかった。

## CFL
ハイズマン賞受賞者として期待される活躍をすることができず、ラインマンの大型化が進んだ1980年代後半のNFLにおいて、180センチを下回る身長のフルーティに与えられる活躍の場は残されていなかった。フルーティは弟がワイドレシーバーとしてプレーしていたカナディアン・フットボール・リーグ（CFL）に活路を求め、1990年にCFLに移籍した。CFLはプレー人数がNFLよりも1人多い12人でフィールドが広く、全体的に機動力を求められる傾向があることもあり、フルーティの才能が開花した。CFLでは3度のグレイ・カップ制覇に貢献し、6度のリーグ最優秀選手に選出されるなど、CFL史上最も偉大な選手の一人として知られている。

## NFL復帰
フルーティは、1998年シーズンにバッファロー・ビルズと契約しNFLに復帰した。ビルズは長年エースQBだったジム・ケリーとヘッドコーチのマーブ・リービーが引退をしてチーム再建期にあったが、フルーティはチームをプレイオフに導く活躍をした。NFL復帰をしたシーズンにプロボウルに選出され、カムバック賞を受賞した。カレッジフットボールのスター選手であったフルーティが36歳にして初めてNFLで活躍する姿は、そのプレースタイルもあり、人気となった。
その後、2001年から2004年までサンディエゴ・チャージャーズに所属し、2005年のニューイングランド・ペイトリオッツで現役を終えた。現役最終シーズンはトム・ブレイディの控えクォーターバックであったので、ほとんど出場機会がなかったが、現役最終プレーで64年ぶりのドロップキックによるフィールドゴール（ポイントアフタータッチダウン）を決めたことが話題になった。

## 引退後
引退後は、カレッジフットボールの解説者を務めた。
2007年にカレッジフットボール殿堂入りし、2008年にカナディアンフットボール殿堂入りした。いずれも有資格初年度での選出であった。
2021年2月6日、フロリダ州クリアウォーターで行われた、セレブリティ・フラッグフットボールの大会中、WWE・24/7王座を戴冠した。しかし、その日のうちに王座から陥落した。